# Salón Rodríguez Peña
El Salón Rodríguez Peña de la ciudad de Buenos Aires, cuyo nombre en realidad era Salón San Martín estaba ubicado en la calle Rodríguez Peña 344 y allí actuaron artistas vinculados al tango en las primeras épocas del desarrollo de este género. En el edificio construido a fines del siglo XIX, que aún se conserva, funciona en la actualidad el Teatro El Vitral.

## Actividad
Si bien su nombre “oficial” era Salón San Martín, el local de Rodríguez Peña 344 era más conocido como el Salón Rodríguez Peña y allí a partir de la primera década del siglo XX se organizaban  bailes que se realizaban el sábado a la noche más una matiné los domingos. Concurrían los mejores bailarines de aquella época -Enrique “El Oriental”, “El Vasco” Casimiro Aín y “El Pardo” Santillán, junto a bailarinas de renombre, tales como “La Parda” Loreto, “La Chata” o María Angélica. Actuaba la orquesta de Vicente Greco, quien en una de esas veladas estrenó un tango al que en homenaje al lugar tituló Rodríguez Peña.
El edificio todavía subsiste y primero fue ocupado por la Sociedad Francesa de Socorros Mutuos y luego destinado a teatro. Desde hace años funciona allí el Teatro El Vitral, que en una época fue propiedad de la actriz y empresaria Amelia Mirel.